# Frank Cowell
Frank A. Cowell, est professeur d'économie à la London School of Economics and Political Science. Son travail comprend d'importantes contributions dans les domaines de la répartition des revenus et des richesses, des inégalités, de la pauvreté et de la fiscalité.

## Biographie
Cowell fait ses études au Ardingly College avant d'entrer au Trinity College de Cambridge, où il obtient son BA (1971), sa maîtrise (1975) et son doctorat (1977) en économie. Cowell est brièvement chargé de cours en économie à l'Université de Keele avant de passer à LSE en 1977. Il est également rédacteur en chef adjoint du Journal of Public Economics de 1988 à 2001.
Cowell est l'ancien rédacteur en chef d'Economica, un ancien rédacteur en chef adjoint de Hacienda Pública Española/Revista de Economia Publica et le rédacteur en chef du Journal of Economic Inequality. Il est également directeur du programme de recherche sur l'analyse distributionnelle au Suntory-Toyota International Center for Economics and Related Disciplines.
Il a un h-index de 52 selon Google Scholar .